# Claës Gustaf Adolf Tamm
Claës Gustaf Adolf Tamm (i riksdagen kallad Tamm i Österby, senare Tamm i Stockholm), född den 10 augusti 1838 på Lydinge i Uppland, död den 25 juni 1925 i Stockholm, var en svensk friherre, finansminister, överståthållare och riksdagsman.

## Biografi
Claës Gustaf Adolf Tamm var son till översmedsmästaren Adolf Gustaf Tamm och dennes hustru Augusta Maria Sofia Rålamb. Tamm, som efter farfaderns död 1856 ärvde dennes friherrevärdighet, blev underlöjtnant vid Livregementets dragonkår 1858, studerade bergsbruk i Falun 1859–1860 och övertog 1864 driften av bruken Österby och Strömbacka. Påföljande år tog han avsked ur det militära där han 1863 avancerat till löjtnant. Han satt 1871–1886 som extra ordinarie ledamot i fullmäktige i Jernkontoret vars ordförande han blev 1889 och kvarstod till 1912. Han tog avsked från Österby i samband med sin utnämning till statsråd 1884.
Tamm inledde tidigt även en riksdagskarriär och hann delta i den sista ståndsriksdagen 1865–1866. Åren 1870–1872 och 1876 satt han som ledamot i andra kammaren och 1882–1889 i första kammaren för Gävleborgs läns valkrets samt 1901–1909 för Stockholms stads valkrets. Han var även i flera omgångar ledamot av statsutskottet.
Den 10 maj 1884 tillträdde han som konsultativt statsråd och avancerade till finansminister den 28 maj 1886, en post han innehade till 6 februari 1888. På denna post stod han, jämte statsminister Robert Themptander, som en av de mest vältaliga förkämparna för fortsatt frihandel i den så kallade tullstriden.
Efter avgången som finansminister var han 1888–1902 överståthållare i Stockholm, och gjorde sig som sådan känd för ett kraftfullt engagemang i huvudstadens utveckling. Till exempel var han ordförande i det konsortium som genomförde uppförandet av stadens nya operahus samt var generalkommissarie för Stockholmsutställningen 1897.
Efter överståthållartiden satt Tamm bland annat som ordförande i styrelserna för Kungliga Tekniska högskolan (1902–1908) och Nobelstiftelsen (1902–1907). Han var även ledamot av Lantbruksakademien (1886, hedersledamot 1899), ledamot av Vetenskapsakademien (1901) och blev, för sina insatser för att bekämpa tuberkulosen, hedersledamot av Svenska läkaresällskapet 1908.

## Familj
Claës Gustaf Adolf Tamm var sedan 1865 gift med Ebba Carolina Tersmeden (1843–1921), dotter till friherre Wilhelm Fredrik Tersmeden på Ramnäs, och fick med henne fem barn. Den äldste sonen, Gösta Tamm, var 1905–1906 jordbruksminister i Karl Staaffs första ministär. Sonen Wilhelm Tamm var underståthållare 1918–1930.

## Ordnar och utmärkelser
- Riddare och kommendör av Kungl. Maj:ts orden (Serafimerorden), 9 juli 1900.[7]
- Kommendör med stora korset av Nordstjärneorden, 21 januari 1889.[8]
- Kommendör med stora korset av Vasaorden, 15 maj 1897.[9]
- Storkorset av Norska Sankt Olavs orden, senast 1910.[10]
- Riddare av Portugisiska Kristusorden, senast 1910.[10]